# Georg Renno
Georg Renno (Strasburgo, 13 gennaio 1907 – Bockenheim, 4 ottobre 1997) è stato un medico e militare tedesco, partecipante al progetto di eutanasia Aktion T4 nel Castello di Hartheim, in Austria, dove furono uccise 28.000 persone.
Sopravvissuto alla caduta del regime nazista, fu uno dei pochi medici a sfuggire alla giustizia, rimanendo impunito per i suoi crimini di guerra fino alla morte.

## Biografia

### Giovinezza
Figlio unico di Siegmund Renno e Victoria Metzinger, entrambi di origine tedesca, a partire dal 1913 intraprese gli studi scolastici nella città natale, ma nel 1919, dopo la prima guerra mondiale, fu costretto a lasciare l'Alsazia, a causa delle sue origini. Si trasferì con la famiglia a Ludwingshafen, dove frequentò la scuola secondaria ed ottenne il diploma liceale nel 1926.

### Inizi della carriera medica
Renno intraprese gli studi di medicina a Heidelberg subito dopo il diploma, e nel 1933 conseguì il dottorato in medicina, grazie alla ricerca "I pericoli della tonsillectomia". Nel frattempo, nel 1930, si iscrisse al Partito Nazista-tessera numero 288710, e nel 1931 divenne anche membro della Camera della musica delle SS, essendo un eccellente suonatore di flauto.
Nell'ambito dei suoi studi, Renno venne prima assunto nell'ospedale di Heidelberg e successivamente in quello di Frankenthal, ma solo dopo la laurea, nel 1933, ottenne il primo incarico da medico a Scheidegg. Grazie al suo lavoro incontrò Margarete Kinck, una collega con le medesime ambizioni professionali, con la quale si sposò nel 1934 ed ebbe 3 figlie (1937, 1939, 1940).
Come di consueto all'epoca, nel febbraio 1934 tentò di ricostruire il proprio albero genealogico, al fine di dimostrare, in una Germania dove stavano venendo a galla le idee razziali del nazismo, il suo buon "sangue ariano". Il "Rasse und Siedlungsant" emise a tal proposito un parere (il numero 3024) "poco favorevole, anche se non ci sono controindicazioni".
Il 1º novembre 1935 intraprese a Lipsia la specializzazione in neurologia, branca della medicina che si rivelerà fondamentale per i successivi programmi di eugenetica e di sterminio di massa, come l'Aktion T4. Nel settembre 1936 diventò medico fiscale; l'anno successivo trovò lavoro prima nel Kaiser-Willem Institut fur Anthropologie di Berlino e successivamente al Deutsche For-Schungsanstalt fur Psychiatrie di Monaco di Baviera, dove fu molto apprezzato come esperto di "scienza delle Razze".

### Coinvolgimento nel programma di Eutanasia durante la Guerra

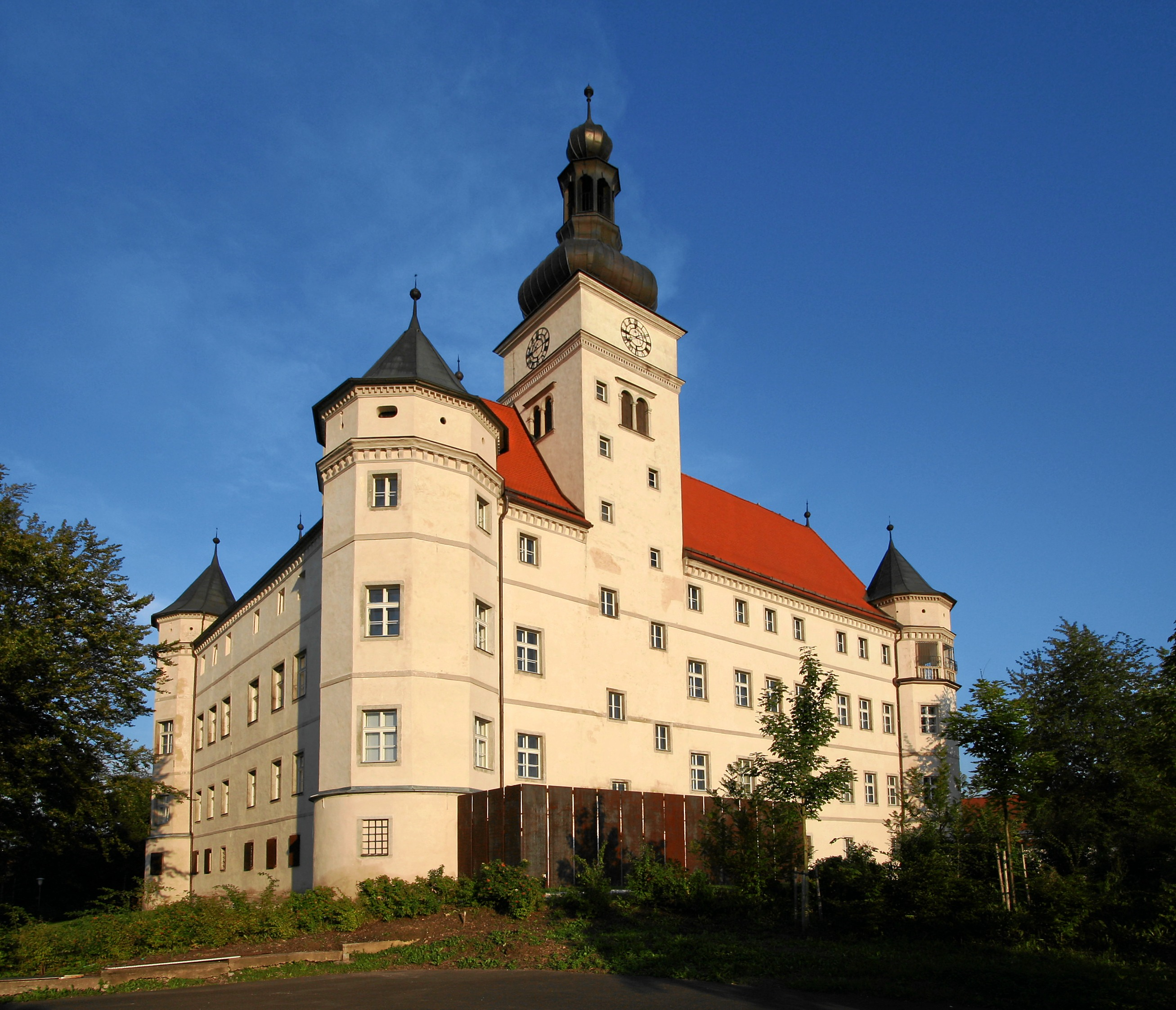
Il Castello di Hatheim, centro di sterminio di massa del Terzo Reich

Grazie alla posizione nel Partito Nazista ed ai suoi studi in neurologia, nel marzo 1940 il dottor Hermann Nitsche, titolare della cattedra di Neurologia dell'Università di Halle, gli propose di partecipare al progetto dell'Aktion T4. Renno, credendo fermamente nelle idee dell'eugenetica (letteralmente, buona razza) e dell'eutanasia, accettò di trasferirsi il 6 maggio 1940 nel Castello di Hartheim, uno dei sei centri di sterminio di massa del Reich. Il Direttore dei servizi amministrativi dell'intera struttura era il Capitano delle SS Christian Wirth; il Direttore medico era lo psichiatra Rudolf Lonauer, mentre Renno assunse la carica di Vicedirettore medico, responsabile, insieme al collega, della parte clinica.
I due medici accoglievano ogni giorno centinaia di disabili e malati psichici, provenienti dal centro di smistamento di Linz e, dopo alcuni esami psicoattitudinali, decidevano con superficialità quali pazienti uccidere nella camera a gas appositamente costruita nel Castello, nella quale persero la vita, nel giro di un anno, circa 18000 persone. Inoltre, tra l'estate del 1940 e quella del 1941 fece visita a circa venticinque case di riposo e istituti di cura psichiatrica, selezionando i malati di mente più gravi per condannarli a morte.
Renno rimase ad Hartheim fino alla fine ufficiale del programma T4, nel mese di agosto del 1941. Nei mesi successivi fu capo del reparto pediatrico dell'ospedale di Waldniel, Nordrhein-Westfalen, uno dei trenta centri dove si praticavano esperimenti sui bambini, usati come cavie e lasciati poi morire. L'anno seguente, nel 1942, Renno si ammalò di tubercolosi e, lasciato il suo posto a Waldniel, dovette curarsi a Lipsia, poi a Sankt-Blasien, Foresta Nera, e infine a Davos, in Svizzera. Il 20 aprile 1943 fu promosso a Tenente delle SS e, nell'estate seguente, venne richiamato da Lonauer al Castello di Hartheim, dove ebbe inizio un nuovo programma di disinfezione, l'Azione 14F13, che prevedeva l'uccisione di migliaia di malati, di invalidi e prigionieri di guerra dei campi di concentramento di Dachau, Mauthausen e Gusen. Nel settembre dello stesso anno, a causa dell'arruolamento del suo superiore Lonauer nella Wehrmacht, Renno lo sostituì come Direttore sanitario della struttura di Hartheim. Grazie anche alla sua nuova carica, intrattenne una relazione extraconiugale con Hélène H., segretaria di Lonauer, responsabile di spedire ai parenti delle vittime certificati di morte falsi.
L'Attività al Castello di Hartheim continuò senza sosta fino al novembre del 1944, quando Lonauer tornò per dare avvio ai lavori di smantellamento delle varie strutture, dato che era ormai chiaro l'esito della guerra. Circa 30000 persone persero la vita tra il 1940 ed il 1944, ma i documenti dei decessi furono quasi tutti bruciati per non lasciare alcuna traccia della strage. Renno si trasferì con la famiglia nella casa di riposo dei membri dell'Aktion T4, in riva al Lago Attersee, Weissenbach, dove, anche a causa del riacutizzarsi della malattia ai polmoni, rimase fino alla fine della seconda guerra mondiale, tranne che per brevi cure a Davos.

### Vita dopo la Guerra
Nell'aprile del 1945, Georg Renno presentò il certificato di Stato Civile della bisnonna, Katharina Eisenhauer, agli americani giunti a Weissenbach. Essendo medico e non rivelando il suo ruolo di carnefice del regime, ottenne il lasciapassare per soccorrere la popolazione. In tal modo nel luglio del 1945 si rifugiò dai suoceri, la famiglia Kink, ad Aschaffenburg, dove creò una nuova identità di sé, bruciando metà del proprio documento di riconoscimento: il suo nuovo nome era Georg Reinig (dal tedesco, purificato), nato a Lundwigshafen il 10 febbraio 1910.
Successivamente si stabilì a Bockenheim, quartiere residenziale della città di Francoforte sul Meno dove ricominciò la sua professione medica come sostituto dei colleghi in congedo o in malattia. Nel 1946 si separò dalla moglie, e le figlie furono affidate a dei parenti. Nel 1948 Renno venne assunto dal laboratorio farmaceutico della Schering, che non fece alcun tipo di indagine sulla sua reale identità. Solo nel 1955 chiese alle autorità di Polizia di Bockenheim di riacquisire il suo vero nome, giustificandosi con il timore di essere oggetto di persecuzioni, dato il suo passato da membro del partito nazista. Senza alcun tipo di problema tornò ad essere Georg Renno. In quello stesso anno divorziò dalla moglie, e si risposò con Hélène Michel, vedova di guerra e sua collega alla Schering.

### Il processo e la vecchiaia
Il 25 ottobre 1961 il procuratore generale di Francoforte Fritz Bauer arrestò Renno, dato che nel maggio di quell'anno erano iniziate le ricerche sul territorio tedesco dei criminali nazisti sopravvissuti alla guerra e al Processo di Norimberga. Egli si rivolse all'avvocato del suo ex-collega Werner Heyde, che impostò la strategia di difesa sulla negazione dei fatti e sullo scarico della colpa a persone già decedute. Ma, da astuto qual era, Renno adottò un altro metodo per rinviare continuamente le udienze, la malattia.
Sin dall'inizio dell'inchiesta giudiziaria, le sue condizioni di salute peggiorarono: tubercolosi oculare, problemi polmonari e cardiaci, disturbi cerebrali erano le cause di assenteismo ai vari interrogatori dai magistrati. Il 18 gennaio 1962 evitò la detenzione preventiva grazie al pagamento di una cauzione. Da quel momento, Renno non varcherà più la porta di un carcere. Le date degli interrogatori venivano persistentemente rimandate; solo il 1º febbraio 1965 dichiarò di aver aperto i rubinetti della camera a gas di Hartheim "per un certo periodo".
Il 7 novembre 1967 l'atto di accusa era pronto, ma il processo cominciò solo il 20 agosto 1969. L'11 marzo 1970 non si presentò al cinquantaduesimo giorno d'udienza, poiché venne operato di appendicite. Doveva inderogabilmente presentarsi entro 10 giorni in tribunale, ma, non potendo per il ricovero, il 16 marzo venne fissata un'udienza in ospedale. La mattina, però, Renno aveva febbre molto alta e il battito cardiaco accelerato, così non ritennero che potesse essere interrogato.
Il 25 marzo il procedimento penale contro di lui venne provvisoriamente sospeso. Nel frattempo andò in pensione: iniziò a ricevere due sussidi, uno dall'azienda Schering, uno da funzionario dello Stato, che gli permisero una vita molto agiata.
Il 19 dicembre 1975 l'inchiesta giudiziaria a suo carico venne definitivamente accantonata, scagionandolo di fatto da tutte le accuse di crimini contro l'umanità durante il periodo nazista.
Renno visse i restanti anni di vecchiaia in buona salute nel quartiere di Bockenheim, Francoforte. In un'intervista a Walter Kohl, giornalista tedesco, del giugno del 1997 dichiarò:
Il 4 ottobre 1997 Georg Renno morì, all'età di 90 anni, nella sua casa di Bockenheim, dopo aver coltivato per anni le sue passioni per la musica, i libri e il giardinaggio. Nessuno venne avvisato del suo decesso, secondo le sue ultime volontà. Venne cremato il 23 ottobre 1997 e le sue ceneri inumate presso il cimitero di Bockenheim.